# Robin Hood und seine tollkühnen Gesellen
Robin Hood und seine tollkühnen Gesellen (Alternativtitel: Robin Hood – Rebell des Königs; Originaltitel: The Story of Robin Hood and His Merrie Men) ist ein US-amerikanischer Abenteuerfilm von Regisseur Ken Annakin aus dem Jahr 1952 mit Richard Todd, Joan Rice, Peter Finch und James Hayter in den Hauptrollen. Der Film wurde von der Walt Disney Company produziert.

## Handlung
Der englische König Richard Löwenherz rüstet sich mit einer Schar Ritter zum Kreuzzug ins Heilige Land. Zu seinen Begleitern gehört auch Graf Huntingdon. Dessen Tochter Marian ist mit Robin Fitzooth, dem Sohn des gräflichen Forstmeisters, befreundet und nun dazu verdammt, die Zeit bis zur Rückkehr ihres Vaters am Hof des Königs zu verbringen. Traurig schaut Robin den Davonreitenden nach. Allzu gerne wäre er unter ihnen; aber dazu ist er noch etwas zu jung. Die Amtsgeschäfte des Regenten nimmt einstweilen Prinz John wahr, der ehrgeizige Bruder des Monarchen. Dieser hegt den Plan, Richard zu entmachten und selbst an seine Stelle zu treten. Als Handlanger dient ihm Lacy, dem er die Grafschaft Nottinghamshire als Lehen überlassen hat. Als erste Aufgabe hat er sich zum Ziel gesetzt, eine schlagkräftige Leibwache aus den besten Bogenschützen des Landes aufzustellen. Um die geeigneten Männer zu finden, schreibt er einen Wettkampf aus.
Auf dem Festplatz ist auch der alte Fitzooth angetreten, begleitet von seinem Sohn Robin. Fitzooths Pfeile treffen stets ins Schwarze. Als die Werber an ihn herantreten, sagt er ihnen frei heraus, dass er nicht einer Horde von Banditen und Wegelagerern beitreten werde. In dem sich anschließenden Handgemenge wird er hinterhältig von den Schergen Prinz Johns ermordet. Robin gelingt es, seinen Verfolgern zu entkommen.
Es dauert nicht lange, bis sich im Volk die Nachricht verbreitet, ein gewisser Robin Hood schröpfe im Namen von König Löwenherz die Reichen und verteile das Geld an die Bauern, die von Prinz Johns Spießgesellen um ihr Hab und Gut gebracht worden seien. Nach und nach scharen sich immer mehr Getreue zu Robins Bande. Selbst ein redegewaltiger und trinkfester Klosterbruder befindet sich darunter.
Zwei Jahre sind vergangen, da kommt die Botschaft ins Land, dass König Richard Löwenherz bei seiner Rückkehr aus dem Heiligen Land in Österreich gefangen genommen worden sei und nur gegen ein hohes Lösegeld freigelassen werde. Richards Mutter und der Erzbischof von Canterbury setzen alles daran, die verlangte Summe aufzubringen. Spenden erhalten sie aus dem ganzen Land, nur nicht von Prinz John. Als der um seinen Anteil gebeten wird, erklärt er, all seine Kassen seien infolge des räuberischen Handelns Robin Hoods erschöpft. Marian wird Zeugin dieses Gesprächs. Gleich am Tag darauf sucht sie ihren Jugendfreund im Sherwood Forest auf und schlägt ihm vor, den Hof durch eine großzügige Spende von seiner ehrlichen Gesinnung und Königstreue zu überzeugen. Robin Hood und seine tollkühnen Gesellen erklären sich gerne dazu bereit.
Nach der Übergabe des Lösegeldes kehrt Richard Löwenherz nach England zurück. Robin wird zum Ritter geschlagen. Als Graf von Loxley kann er jetzt seine geliebte Marian heimführen.

## Synchronisation
Im Laufe der Jahrzehnte wurden drei unterschiedliche deutschsprachige Synchronfassungen für den Film angefertigt. Die ursprüngliche Kinosynchronisation von 1952 wurde von der RKO-Synchronabteilung erstellt. Diese galt lange als verschollen, wurde aber zwischenzeitlich wiederentdeckt. Die ARD ließ 1982 eine neue Synchronfassung durch die Berliner Synchron anfertigen. Im Jahr 2022 entstand durch die Iyuno-SDI Group Germany im Auftrag von Disney eine dritte Synchronfassung, die auf dem Streamingdienst Disney+ veröffentlicht wurde. Die genauen Hintergründe hierfür sind bisweilen nicht bekannt.
| Rolle                     | Schauspieler            | Synchronsprecher (Kino) | Synchronsprecher (ARD) | Synchronsprecher (Disney+) |
| ------------------------- | ----------------------- | ----------------------- | ---------------------- | -------------------------- |
| Robin Hood                | Richard Todd            | Eckart Dux              | Ivar Combrinck         | Max Felder                 |
| Lady Marian               | Joan Rice               | Bettina Schön           | Marina Genschow        | Sarah Alles                |
| Sheriff von Nottingham    | Peter Finch             | Friedrich Joloff        | Christian Rode         | Viktor Neumann             |
| Bruder Tuck               | James Hayter            | Viktor Janson           | Gerd Duwner            | Hanns-Jörg Krumpholz       |
| Little John               | James Robertson Justice | Wolf Martini            | Hans W. Hamacher       | Kevin Kraus                |
| Königin Eleanor           | Martita Hunt            | Ursula Krieg            | Inge Landgut           | Anke Reitzenstein          |
| Prinz John                | Hubert Gregg            | Klaus Miedel            | Klaus Jepsen           | Marcus Off                 |
| Erzbischof von Canterbury | Anthony Eustrel         | Paul Wagner             | Günter Hanke           | Frank Muth                 |
| König Richard             | Patrick Barr            | Siegfried Schürenberg   | Horst Schön            | Oliver Siebeck             |
| Tyb                       | Louise Hampton          | Elfe Schneider          | Tilly Lauenstein       | Nina Herting               |
| Midge, der Müller         | Hal Osmond              | Walter Bluhm            | Gerd Holtenau          | Gerrit Hamann              |
| Lord Huntingdon           | Clement McCallin        | Martin Held             | N.N.                   | Dirk Bublies               |
| Will Scarlet              | Anthony Forwood         | Rolf Heydel             | Norbert Gescher        | Thomas Schmuckert          |
| Stutely                   | Bill Owen               | Clemens Hasse           | Andreas Mannkopff      | N.N.                       |
| Hugh Fitzooth             | Reginald Tate           | Eduard Wandrey          | Eberhard Wechselberg   | Roland Hemmo               |
| Red Gill                  | Archie Duncan           | Hans Emons              | Hans Nitschke          | N.N.                       |
| Scherge                   | Julian Somers           | Heinz Giese             | Hans Nitschke          | N.N.                       |
| Allan-a-Dale              | Elton Hayes             | N.N.                    | Jürgen Hübner          | Joachim Götz               |
| Scathelock                | Michael Hordern         | N.N.                    | Toni Herbert           | N.N.                       |

## Kritiken
„Das rustikale Ritterdrama aus der Disney-Produktion bietet Abenteuerromantik und komödiantische Zwischentöne in einer angenehmen Mischung.“

## Produktionsnotizen
Der Tonschnitt stammt von Winston Ryder, die Kostüme lieferte Michael Whittaker, die Bauten schuf Carmen Dillon. Geoffrey Rodway sowie Vivienne Walker zeichneten für Masken und Frisuren verantwortlich. Muir Mathieson hatte als Dirigent die musikalische Leitung. Drehorte des Films lagen in Burnham Beeches, Buckinghamshire in England.

## Veröffentlichung
Eine Laserdisc wurde im Jahr 1992 veröffentlicht, im Jahre 1994 erschien eine VHS-Kassette (der Walt Disney Studio Film Collection) und eine limitierte DVD Disney Movie Club Edition in englischer Sprache wurde im Juli 2006 veröffentlicht. Alle Versionen sind 4:3-Vollbild mit Mono-Tonspur.